# Lepturginus tigrellus
Lepturginus tigrellus là một loài bọ cánh cứng trong họ Cerambycidae.